# NŠ Mura
El NS Mura es un equipo de fútbol de Eslovenia que juega en la Prva SNL, la primera división de fútbol en el país.

## Historia
Fue fundado en el año 2012 en la ciudad de Murska Sobota y es como sucesor del ND Mura 05, el cual tuvo problemas financieros que lo llevaron a desaparecer al finalizar la temporada 2012/13 de la Prva SNL, adquiriendo sus equipos juveniles luego de su desaparición.
El equipo fue registrado para jugar en la temporada 2013/14, y en la temporada 2016/17 logra el ascenso a la tercera categoría. En la siguiente temporada, el club ascendió a segunda división, ganándola ese mismo año y ascendiendo a primera por primera vez en su historia, en la que quedó cuarto clasificándose a las rondas previas de la Liga Europa de la UEFA de la temporada 2019/20, sin embargo, perdieron contra Maccabi Haifa de Israel con un global de 5-2.
Nuevamente, el club quedó cuarto en liga, por lo que disputó, de nuevo, las rondas previas de la Europa League de la campaña 2020/21, que se jugarían a partido único debido al COVID-19. El equipo esloveno goleó al JK Nõmme Kalju de Estonia 0-4, y en la segunda ronda venció 3-0 al Aarhus GF de Dinamarca, aunque en la siguiente ronda, el PSV Eindhoven los eliminó con un resultado de 1-5. 
En la temporada 2020/21 de la Prva SNL, el Mura consiguió su primera liga de su historia. El club empató en el liderato con el NK Maribor en 68 puntos, sin embargo, gracias a la diferencia de gol, el conjunto del noreste del país pudo alzarse con el campeonato liguero. Lo curioso es que la diferencia fue de un solo gol. Por lo tanto, el Mura pudo clasificarse a las rondas previas de la Liga de Campeones de la UEFA 2021-22. En ella, golearon 6-0 en el global al KF Shkëndija de Macedonia del Norte, pero luego cayeron 1-3 frente al Ludogorets búlgaro. Con la derrota, el club tuvo que jugar las rondas de la Europa League de la misma temporada, donde pudieron vencer 1-0 al FC Žalgiris lituano. El último partido de las fases previas sería contra el Sturm Graz de Austria, donde el equipo austriaco derrotó 1-5 al Mura. Tras perder aquella fase, el cuadro esloveno accedió a la fase de grupos de la reciente Liga Europa Conferencia de la UEFA.
El equipo de Eslovenia debutó en una competición europea con una derrota 0-2 ante el Vitesse. Los siguientes encuentros fueron derrotas frente Stade Rennes y Tottenham que goleó 5-1 a los eslovenos en Inglaterra. En ese partido, Žiga Kous se convirtió en el primer jugador de la historia del club en marcar en una competición europea y el primer esloveno en anotar en Conference.
Tras la goleada en Londres y estar eliminado matemáticamente del torneo, el Tottenham llegaba a Eslovenia necesitado de puntos. El partido parecía un trámite, ya que, pocos esperaban que el Mura pudiera sumar ante el equipo inglés. En el partido, el mediocampista Tomi Horvat abrió el marcador en el minuto 11 y pocos minutos después, el Tottenham se quedó con diez jugadores tras la expulsión de Ryan Sessegnon. En la segunda parte, Harry Kane empató el partido, pero en la última jugada del partido, Amadej Maroša, que entró al partido en la segunda parte, le dio la victoria al equipo esloveno. Fueron los únicos puntos en la competición del club, aun así, la victoria fue la más importante del club y una de la más sorprendentes en los últimos años en Europa. Es más, dos años antes de esta victoria, Tottenham llegó a la final de Liga de Campeones de la UEFA 2018-19.
En la liga de la temporada 2021/22, el Mura volvió a quedar cuarto en la liga y jugó las rondas previas de la Conference League del curso 2022/23. En las fases, el conjunto esloveno eliminó al FC Sfîntul Gheorghe moldavo, pero cayó en penales frente al St. Patrick's Athletic de Irlanda
En la liga de la temporada 2022/23, el Mura quedó quinto y no participó en competiciones europeas.

## Palmarés
- 1. SNL: 1

2020-21
- 2. SNL: 1

2017/18
- Copa de Eslovenia: 1

2019/20
- Copa de Murska Sobota: 2

2016/17, 2017/18

## Participación en competiciones de la UEFA
| Temporada | Torneo                  | Ronda              | Club                   | Casa | Visita | Global      |
| --------- | ----------------------- | ------------------ | ---------------------- | ---- | ------ | ----------- |
| 2019–20   | Liga Europa             | 1.ª clasificatoria | Maccabi Haifa          | 2–3  | 0–2    | 2–5         |
| 2020–21   | Liga Europa             | 1.ª clasificatoria | Nõmme Kalju            | –    | 4–0    | 4–0         |
| 2020–21   | Liga Europa             | 2.ª clasificatoria | Aarhus                 | 3–0  | –      | 3–0         |
| 2020–21   | Liga Europa             | 3.ª clasificatoria | PSV                    | 1–5  | –      | 1–5         |
| 2021–22   | Liga de Campeones       | 1.ª clasificatoria | Shkëndija              | 5–0  | 1–0    | 6–0         |
| 2021–22   | Liga de Campeones       | 2.ª clasificatoria | Ludogorets Razgrad     | 0–0  | 1–3    | 1–3         |
| 2021–22   | Liga Europa             | 3.ª clasificatoria | Žalgiris               | 0–0  | 1–0    | 1–0         |
| 2021–22   | Liga Europa             | Play-off           | Sturm Graz             | 1–3  | 0–2    | 1–5         |
| 2021–22   | Liga Europa Conferencia | Grupo G            | Vitesse                | 0–2  | 1–3    | 4° Lugar    |
| 2021–22   | Liga Europa Conferencia | Grupo G            | Tottenham Hotspur      | 2–1  | 1–5    | 4° Lugar    |
| 2021–22   | Liga Europa Conferencia | Grupo G            | Rennes                 | 1–2  | 0–1    | 4° Lugar    |
| 2022–23   | Liga Europa Conferencia | 1.ª clasificatoria | Sfîntul Gheorghe       | 2-1  | 2-1    | 4-2         |
| 2022–23   | Liga Europa Conferencia | 2.ª clasificatoria | St. Patrick's Athletic | 0-0  | 1-1    | 1-1 (5-6 p) |